# ТЕС Сухар II
24°28′15″ пн. ш. 56°38′5″ сх. д. / 24.47083° пн. ш. 56.63472° сх. д.
ТЕС Сухар II — теплова електростанція в Омані, розташована на північному заході країни у індустріальній зоні Сухар.
У 2013-му на майданчику станції запустили в роботу парогазовий блок комбінованого циклу потужністю 744 МВт, в якому дві газові турбіни живлять через відповідну кількість котлів-утилізаторів одну парову турбіну.
Як паливо станція використовує природний газ, постачений по трубопроводу Сайх-Равл – Фахуд – Сухар.
Для охолодження використовується морська вода.
Видача продукції відбувається по ЛЕП, що працює під напругою 220 кВ.
Проєкт реалізували через компанію Al Batinah Power, учасниками якої після проведеного в 2014 році IPO стали французька GDF SUEZ (29,9 %), оманські Multitech (14,3 %), Пенсійний фонд державних службовців, Агенція соціального страхування та Пенсійний фонд Міністерства оборони Оману (7,98 %, 6,5 % та 5,68 % відповідно), японські Sojitz та Shikoku Electric Power (по 7,15 %), а також більш дрібні інвестори.